# میاکوجیما، اوکیناوا
میاکوجیما در استان اوکیناوا در کشور ژاپن واقع شده‌است که دارای جمعیت ۵۲٬۷۷۷ نفر و مساحت ۲۰۴٫۵۴ کیلومتر مربع با تراکم جمعیت ۲۷۵ نفر در کیلومترمربع است و در تاریخ ۱ اکتبر ۲۰۰۵ به عنوان شهر شناخته شد.